# Witki (Varsovie-ouest)
Pour les articles homonymes, voir Witki.
Witki [ˈvitki] est un village polonais de la gmina de Błonie situé dans le powiat de Varsovie-ouest et dans la voïvodie de Mazovie, dans le centre-est de la Pologne.
Il est situé à environ 5 kilomètres au nord-est de Błonie, à 11 kilomètres à l'ouest de Ożarów Mazowiecki (le chef-lieu du district), et à 24 kilomètres à l'ouest de Varsovie.